# Pollenza
Pollenza (Montemilone fino al 1862) è un comune italiano di 6 196 abitanti della provincia di Macerata, nelle Marche.

## Geografia fisica
Si trova al centro della provincia di Macerata, al confine est con il capoluogo. Il centro storico poggia su una collina di 341 m s.l.m. al centro di due valli, a nord quella del fiume Potenza, a sud quella del fiume Chienti. La presenza dei due fiumi ha consentito fin dall'antichità la coltivazione della terra e il transito di merci e popoli, rendendo la zona abitata e ricca.

## Storia
Le prime tracce dell'uomo compaiono nell'VIII secolo a.C., epoca a cui risale un'estesa necropoli rinvenuta a Monte Franco, a nord dell'abitato. Risulta dagli scritti di Tito Livio, Strabone, Plinio il Vecchio, Plinio il Giovane e Svetonio, una cittadina nominata Pollentia o Pneuentia descritta come uno dei principali centri del Piceno posti lungo l'Itinerarium Antonini. Della cittadina romana non si conosce però l'esatta collocazione; certamente ebbe una vita florida in epoca repubblicana per essere poi oscurata dalla vicina Urbs Salvia in epoca imperiale. In nome potrebbe derivare dal verbo latino pollere e dalla divinità Pollentia, simbolo di vitalità e forza.
Dopo le invasioni barbariche l'abitato venne distrutto, per essere poi ricostruito intorno prima dell'anno Mille dal condottiero carolingio Milone, che riceve questo feudo dal Papa e da Carlo III; a lui si collega il toponimo Monte Milone utilizzato fino all'epoca moderna. Nel 1248, divenuto un Comune indipendente, il paese si trova fa parte di una confederazione di comuni composta da Cingoli, Tolentino, Matelica, Camerino e Treia. In quest'epoca l'impianto urbanistico si presenta già a schema radiocentrico secondo i dettami dell'urbanistica romana, con a nord i quartieri di Santa Maria e San Salvatore, a sud quelli di Sant'Andrea e San Bartolomeo. Intorno al Castello di Monte Milone (attuale centro storico) sorgono gli altri quattro castelli raffigurati sullo stemma comunale: il Cassero o Borgo Piazza vecchia (Colle La Croce-Monte Franco-Molino), Castel Gualdo (zona Santa Lucia), Gagliano (Palombarette) e Castel Franco (Monte Fanco).
Nel secolo XIV il cardinale Albornoz, impegnato a riordinare i possedimenti dello Stato Pontificio fa redigere le Constitutiones Aegidianae, dove Monte Milone viene indicato tra le Terrae Mediocres; sotto l'influenza di Albornoz nel 1366 viene costruita la cinta muraria a scopo difensivo. Segue un periodo di sudditanza ai nobili Buonaccorsi, ai Lazzarini, ai Da Varano ed infine ai Malatesta; decisivo è poi l'arrivo nella Marca di Francesco Sforza, che conquista l'intera regione. Monte Milone cade nel 1443 subendo numerosi danni, furono incendiati il centro storico e l'Abbazia di Rambona ad opera di Ciarpellone. Subito però il paese si riorganizza rinforzando le mura con ben dodici torrioni e due porte d'ingresso: porta Santa Croce a nord (già esistente e detta infatti Porta Vecchia) e Porta del Colle a sud (poi demolita e riedificata nel 1854). Il dominio degli Sforza terminerà nel 1477, dopodiché questi territori torneranno allo Stato Pontificio.
Il Cinquecento è un secolo di relativa prosperità, durante il quale nasce l'arte della ceramica pollentina portata in zona da vasai forestieri che si stabilirono qui, primo tra tutti fu Gerolamo da Ancona nel 1509. In seguito l'arte della ceramica si radicò con varie fabbriche e durò per quattro secoli con punte di eccellenza nel centro-Italia.
Nel Sei-Settecento avviene il rinnovamento edilizio del centro: si costruiscono il nuovo palazzo comunale (1775) e la torre civica (1785).
Tra il 1797 e il 1798 il paese è soggetto al Governo Provvisorio di Napoleone, dal 1798 al 1799 fece parte della Repubblica Romana e diventa sede di Cantone; nel giugno del 1799 viene abbattuto l'albero della libertà eretto al centro della piazza e Montemilone torna allo Stato Pontificio finché nel 1808 si unisce al Regno Italico. Dal 1814 al 1815 fa parte del Regno di Napoli e questa vicenda storica si concluderà con la cosiddetta Battaglia di Cantagallo (più nota come Battaglia di Tolentino). Lo scontro militare avvenne sul territorio di Pollenza nelle giornate del 2 e 3 maggio 1815 e si concluse con il ritiro di Gioacchino Murat e il ritorno definitivo allo Stato della Chiesa.
Nel corso dell'Ottocento si abbattono i torrioni e si ricostruiscono Porta del Colle, Porta della Croce e Porta Nuova (detta Porta di Mezzo, fu costruita nel 1822 per creare un rapido accesso alla piazza). Nel 1862 a seguito della proclamazione del Regno d'Italia, con regio decreto di Vittorio Emanuele II il paese torna al nome romano Pollenza, anche per un discorso di uniformità amministrativa stante un omonimo comune di Montemilone in provincia di Potenza.
Nel 1907, con la costruzione del portico di palazzo Di Spilimbergo, viene regolarizzata la forma di Piazza della Libertà e nello stesso anno avviene il crollo dell'ottagonale chiesa di Sant'Andrea, che occupava l'attuale spazio di Piazzetta Ricci.

## Monumenti e luoghi d'interesse

### Architetture religiose
- Abbazia di Rambona: Chiesa d’impianto romanico; è tra le abbazie più antiche delle Marche.
- Collegiata di San Biagio: Sorge sui resti di una precedente chiesa demolita nel 1791. L'edificio attuale è stato progettato dal De Mattia di Treia e consacrato nel 1844. Si presenta come un imponente tempio neoclassico con pianta a croce greca; di fianco si alza per 35 metri il campanile non è allineato alla facciata perché poggia sulle fondamenta di un antico torrione. All'interno si conservano affreschi di Virginio Monti, Domenico Tojetti[7], Biagio Biagetti, Giovanni Cingolani e Giuseppe Fammilume, oltre ad un organo Callido del 1793.
- Chiesa e chiostro dei SS. Antonio e Francesco: Sorge sul luogo del più antico edificio religioso del centro storico, la Chiesa di Santa Maria dipendente dall'Abbazia di Rambona, dove morì l'abate Sant'Amico. Dal 1285 per volere dell'abate di Rambona la chiesa passa in carico all'Ordine francescano, ospita quindi un monastero e viene intitolata a San Francesco. Dell'antica struttura restano il chiostro francescano ed il portale del 1377. All'interno è custodita una pala d'altare del 1496 di Lorenzo D'Alessandro raffigurante Sant'Antonio da Padova. La tradizione vuole che non appena la pala fu portata in processione i malati di peste guarirono al suo passaggio, da qui vengono la proclamazione del santo a Protettore del paese e l'intitolazione della chiesa anche a Sant'Antonio. Nel 1931 viene ricostruita la facciata, su disegno dell'architetto Cesare Bazzani, con un particolare stile liberty a mosaico.
- Chiesa di San Giuseppe e Monastero delle Clarisse: La storia del monastero delle Clarisse a Pollenza sembrerebbe risalire al XIII secolo. All'epoca esisteva infatti un monastero intitolato a Santa Maria Maddalena nei pressi della chiesa di San Biagio. Nel 1556 venne trasferito nell'attuale sede grazie al consistente lascito di Giovanni Greco di Montemilone il quale donò un'abitazione alle Monache Claustrali Riformate dell'Ordine di Santa Chiara a condizione che venisse costruita una chiesa annessa al monastero e dedicata a San Giuseppe. Nel 1562 risultano terminati i lavori grazie al concorso di altri benefattori e del Comune. Nei secoli successivi il monastero e la chiesa sono stati ampliati e decorati fino a raggiungere la forma attuale. Nel 1810 a seguito delle campagne napoleoniche le monache dovettero abbandonare il monastero che divenne temporaneamente una caserma per i soldati di Gioacchino Murat, ma nel 1822 le attività monastiche ripresero il loro corso tanto che già nel 1824, le monache riaprirono l'antico educandato femminile presente dal 1696 e che poi perdurò fino al 1937. L'ultimo restauro complessivo della chiesa risale al 1987. All'interno, di stile barocco, si accede da un notevole portale cinquecentesco in pietra. Sull'altare maggiore si trova una tela raffigurante il transito di San Giuseppe, su quello di sinistra spicca una notevole opera raffigurante lo sposalizio mistico di Santa Caterina d'Alessandria, mentre l'altare di destra è dedicato a San Giacinto, giovane soldato romano venerato come martire, le cui spoglie, giunte da Roma, riposano sotto l'altare maggiore fin dal 4 maggio 1684. Il monastero è noto anche grazie alla Venerabile Maria Teresa Artusini (Forlì, 1682 – Pollenza, 4 marzo 1722), suora professa di cui si conservano nel monastero annesso alcuni manoscritti.
- Chiesa dell'Immacolata Concezione: Affacciata su Piazza Libertà, riedificata nel 1821 su una precedente costruzione e grazie al benefattore Borromeo Accursi. Presenta una pianta a croce greca, facciata in stile dorico e sull'altare maggiore due angeli in maiolica provenienti dalle antiche vaserie del luogo.
- Chiesa della Madonna della Pace o della Croce: Sorte nel 1612, ha una struttura ottogonale a croce greca con una cupola a volta reale ed un cupolino. All'interno si trovano tre altari con dipinti di autore ignoto.
- Chiesa di santa Lucia in Sylvis: risalente al 1528
- Chiesa delle Moie: chiesetta rurale edificata nel 1704.
- Chiesetta di San Valentino: di piccolissime dimensioni, ma antichissima.
- Chiesa di Santa Maria del Trebbio: annessa al convento dei Frati Minori, edificata o ristrutturata nel 1875.
- Chiesetta della Madonna di Loreto: eretta nel 1921 a ricordo del passaggio dell'immagine della Madonna Lauretana.

### Architetture civili
- Monte Franco: collina a nord dell'abitato, oggi prevalentemente zona boschiva, ma nei secoli ha svolto una naturale funzione difensiva. Sulla sommità sono state ritrovate delle nicchie funerarie e alle pendici nord un'estesa necropoli da cui sono emersi ricchi corredi funerari e la nota tomba del cavallo bardato, caso unico in tutta la zona del medio-alto Adriatico.
- Torre civica: risalente al 1785 e adiacente al palazzo comunale, la torre si eleva per 20 metri e termina con una cupola sansovinesca e campaniletto in ferro molto raro in Italia. Il campanone dedicato al Patrono San Giovanni Battista produce un suono particolarmente armonioso; si narra che ciò sia dovuto alla particolare amalgama che lo compone, poiché durante la fusione del campanone i cittadini avrebbero partecipato gettandovi i loro gioielli in oro e le fedi nuziali.
- Palazzo comunale: posizionato nell'esatto luogo dove sorgeva il medievale Palazzo dei Priori, fu ricostruito nel 1775 dall'architetto Alessandro Rossi di Osimo. Il portale barocco è stato di recente restaurato; di fronte è visibile il palazzo dove sorgeva l'antico Monte di Pietà, ricordato da una targa.
- Sala Nobile o Sala dei Benemeriti: si trova al primo piano del Palazzo comunale, oggi usata per cerimonie ufficiali, riporta alle pareti i ritratti dei cittadini illustri.
- Piazza Ricci o Piazzetta Ricci: è lo slargo dove un tempo sorgeva la chiesa di Sant'Andrea, ancora oggi ricordata nel nome della parrocchia (quella di Pollenza si chiama infatti Parrocchia di Sant'Andrea Apostolo pur non avendo più alcuna chiesa a lui dedicata). Si affacciano su questa piazza due palazzi nobiliari, quello della famiglia Lazzarini e quello della famiglia Ricci-Petrocchini che vantava legami di parentela con il gesuita Matteo Ricci, Alessandro Manzoni e Massimo D'Azeglio[8].
- Villa Lauri:

## Società

### Evoluzione demografica
Abitanti censiti

## Cultura

### Scuole
- Le due scuole più importanti del Comune di Pollenza sono la Scuola primaria "Anna Frank" e la Scuola secondaria di primo grado "Vincenzo Monti".

### Biblioteche
- Biblioteca comunale: si trova oggi nell'ala di Palazzo Cento costituita a metà del XIX secolo annettendo l'edificio all'adiacente palazzo Damiani. Fondata nel 1795, è stata istituita nuovamente nel 1986, custodisce circa 4.000 volumi moderni, il fondo del Cardinale Cento, l'Archivio storico della "Corporazione del Melograno" e l'Archivio storico comunale[5] organizzato nel 1915 e con documenti che vanno dal 1233 al 1950.

### Musei
- Museo civico di Palazzo Cento: il palazzo di origine cinquecentesca eretto dai conti Moroni di Roma, fu rimaneggiato successivamente e nel XVIII secolo fu amministrato per conto dei Moroni dal Monaldo Leopardi, che trascorse qui alcuni periodi con il figlio Giacomo. L'ultimo proprietario fu il Cardinale Fernando Cento. Alla sua morte il palazzo venne adibito a sede museale ed ospita testimonianze della storia locali di varie epoche, dall'età picena fino a quella contemporanea. Tra i reperti archeologici spicca un pavimento proveniente da una villa rustica romana del I sec. a. C. rinvenuta in località Santa Lucia. Si tratta di un raro mosaico a tessere di terracotta e pasta vitrea raffigurante la scena mitologica della caccia al cinghiale di Meleagro; l'opera è di derivazione ellenistica e probabilmente precedente di due secoli all'edificazione della villa in cui era collocato. Una corposa collezione di ceramiche locali testimonia la qualità raggiunta dalle fabbriche locali nei secoli XVI-XVIII.
- Museo della Vespa - Collezione Marco Romiti

### Teatri
- Teatro comunale "Giuseppe Verdi": tipica sala da musica di epoca ottocentesca, vi si accede dalla piazza centrale e può ospitare fino a 250 persone.

## Geografia antropica

### Frazioni
- Campomaggio, Cantagallo, Casette Verdini, Colle, Molino, Morla, Mozzavinci, Pollenza Scalo, Rambona, Rotelli e Trebbio.

## Amministrazione
| Periodo           | Periodo        | Primo cittadino   | Partito                   | Carica  | Note   |
| ----------------- | -------------- | ----------------- | ------------------------- | ------- | ------ |
| 22 settembre 1987 | 18 giugno 1990 | Benedetto Ranieri | Democrazia Cristiana      | Sindaco | [ 10 ] |
| 18 giugno 1990    | 24 aprile 1995 | Ivano Dignani     | Democrazia Cristiana      | Sindaco | [ 10 ] |
| 24 aprile 1995    | 14 giugno 1999 | Claudio Valentini | Centro-sinistra           | Sindaco | [ 10 ] |
| 14 giugno 1999    | 14 giugno 2004 | Claudio Valentini | Lista civica              | Sindaco | [ 10 ] |
| 14 giugno 2004    | 8 giugno 2009  | Sabrina Ricciardi | Lista civica              | Sindaco | [ 10 ] |
| 8 giugno 2009     | 26 maggio 2014 | Luigi Monti       | Lista civica              | Sindaco | [ 10 ] |
| 26 maggio 2014    | 27 maggio 2019 | Luigi Monti       | Lista civica Con la gente | Sindaco | [ 10 ] |
| 27 maggio 2019    | 10 giugno 2024 | Mauro Romoli      | Lista civica              | Sindaco | [ 10 ] |
| 10 giugno 2024    | in carica      | Mauro Romoli      | Lista civica Con la gente | Sindaco | [ 10 ] |

## Infrastrutture

### Strade
Il principale collegamento e la superstrada SS 77 (collegamento est-ovest da Civitanova Marche a Foligno) ed ha lo svincolo "Pollenza" che permette direttamente di raggiungere la cittadina.

### Ferrovie
Il territorio comunale dispone di una stazione ferroviaria facente parte della ferrovia Civitanova Marche-Fabriano, servita da treni regionali Trenitalia nell'ambito del contratto di servizio stipulato con la Regione Marche.

## Sport

### Calcio
- Le squadre di Pollenza sono due: l'A.S.D. Montemilone Pollenza, che milita in Prima categoria, e l'A.S.D. Casette Verdini, in Promozione.

## Galleria d'immagini

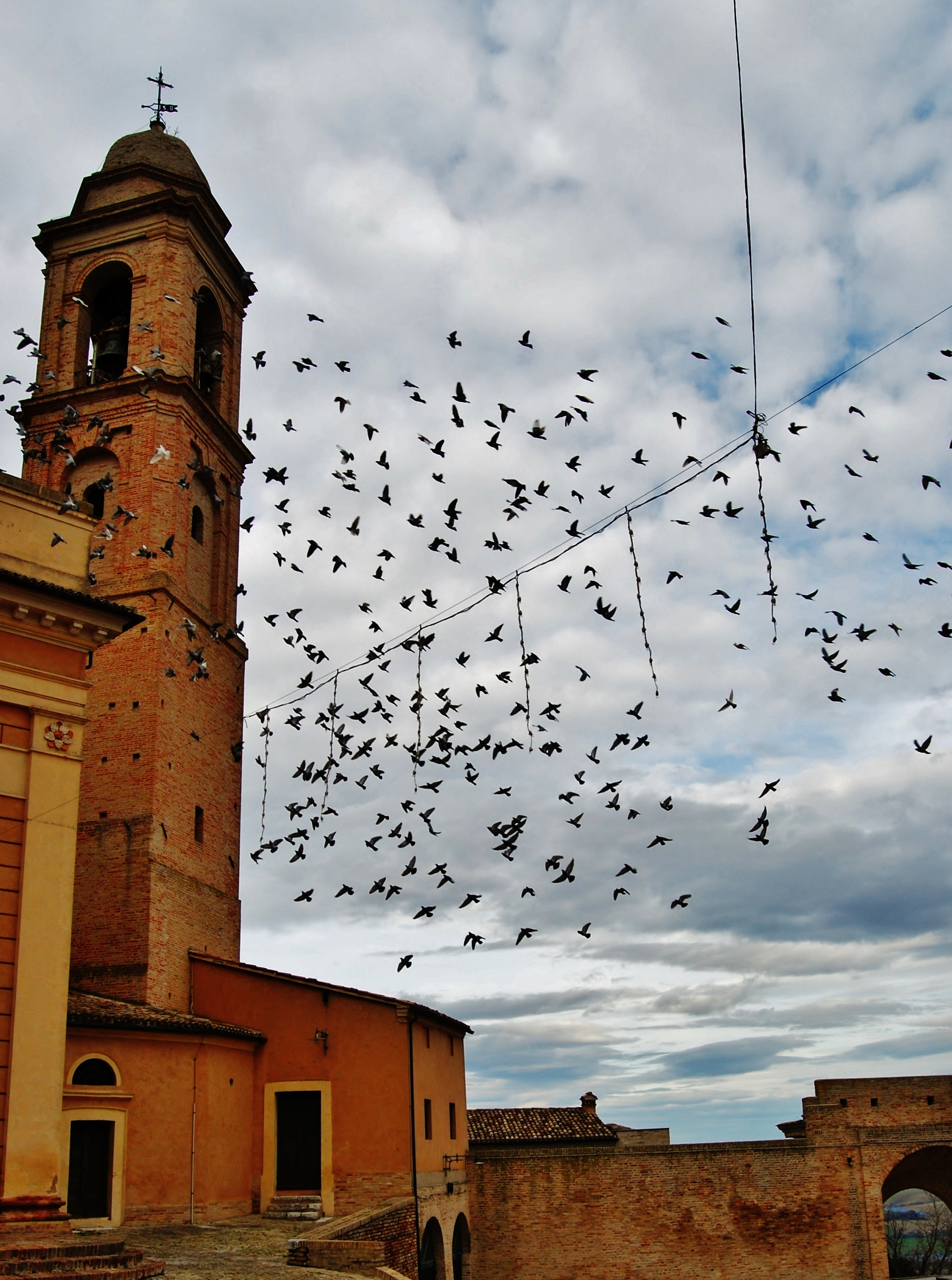
San Biagio da Piazzale Marconi
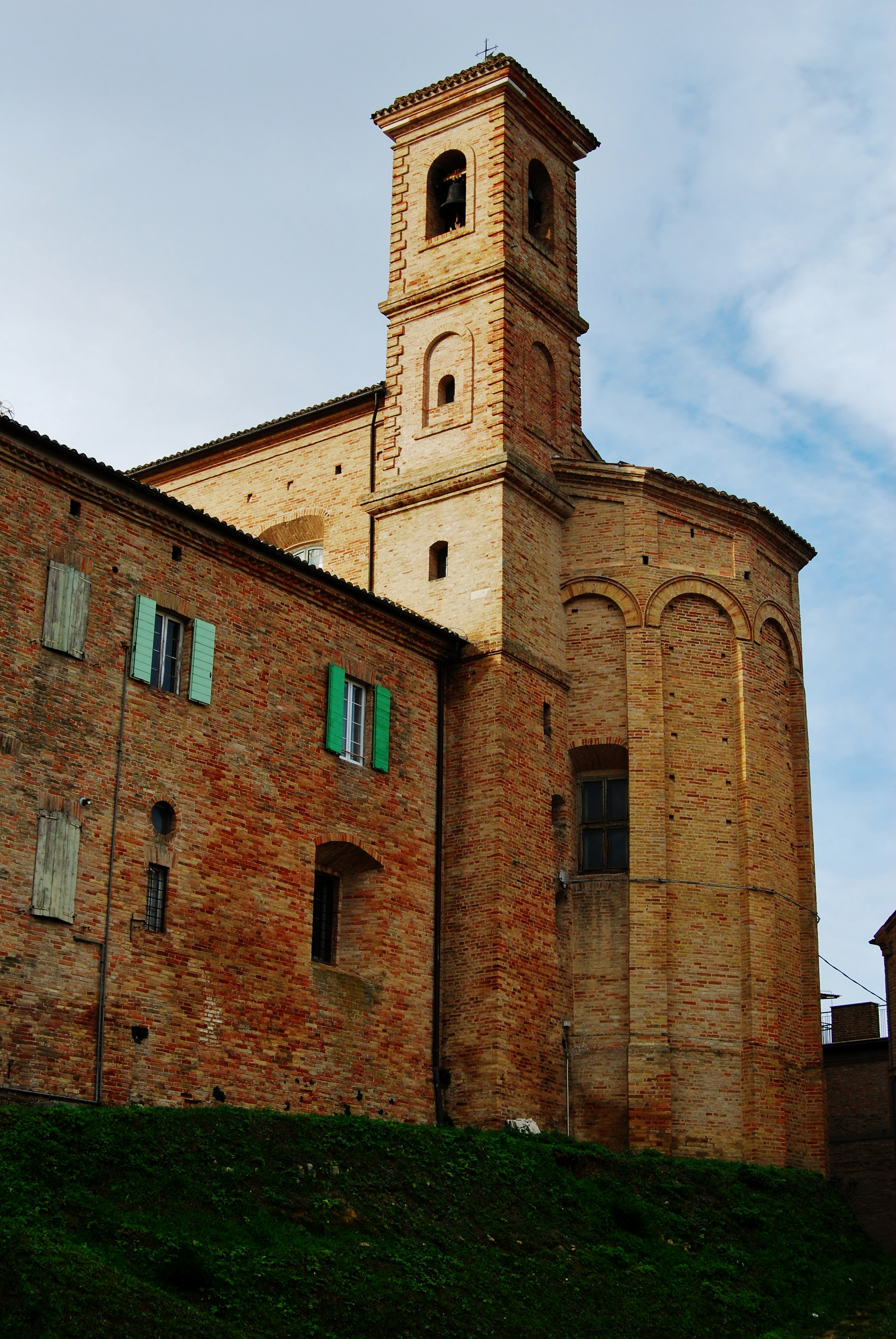
Chiesa dei Santi Francesco e Antonio
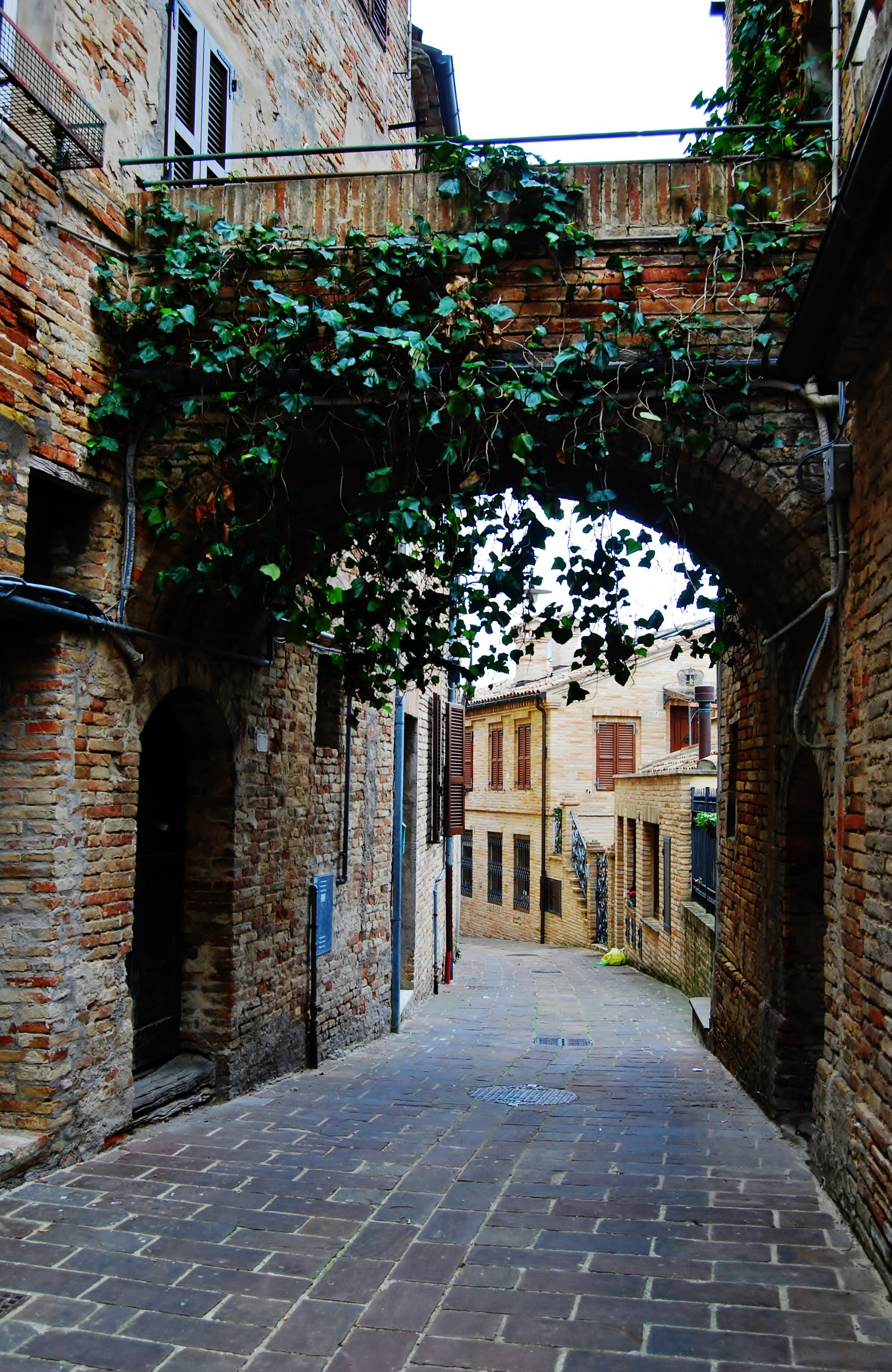
Vicolo San Salvatore
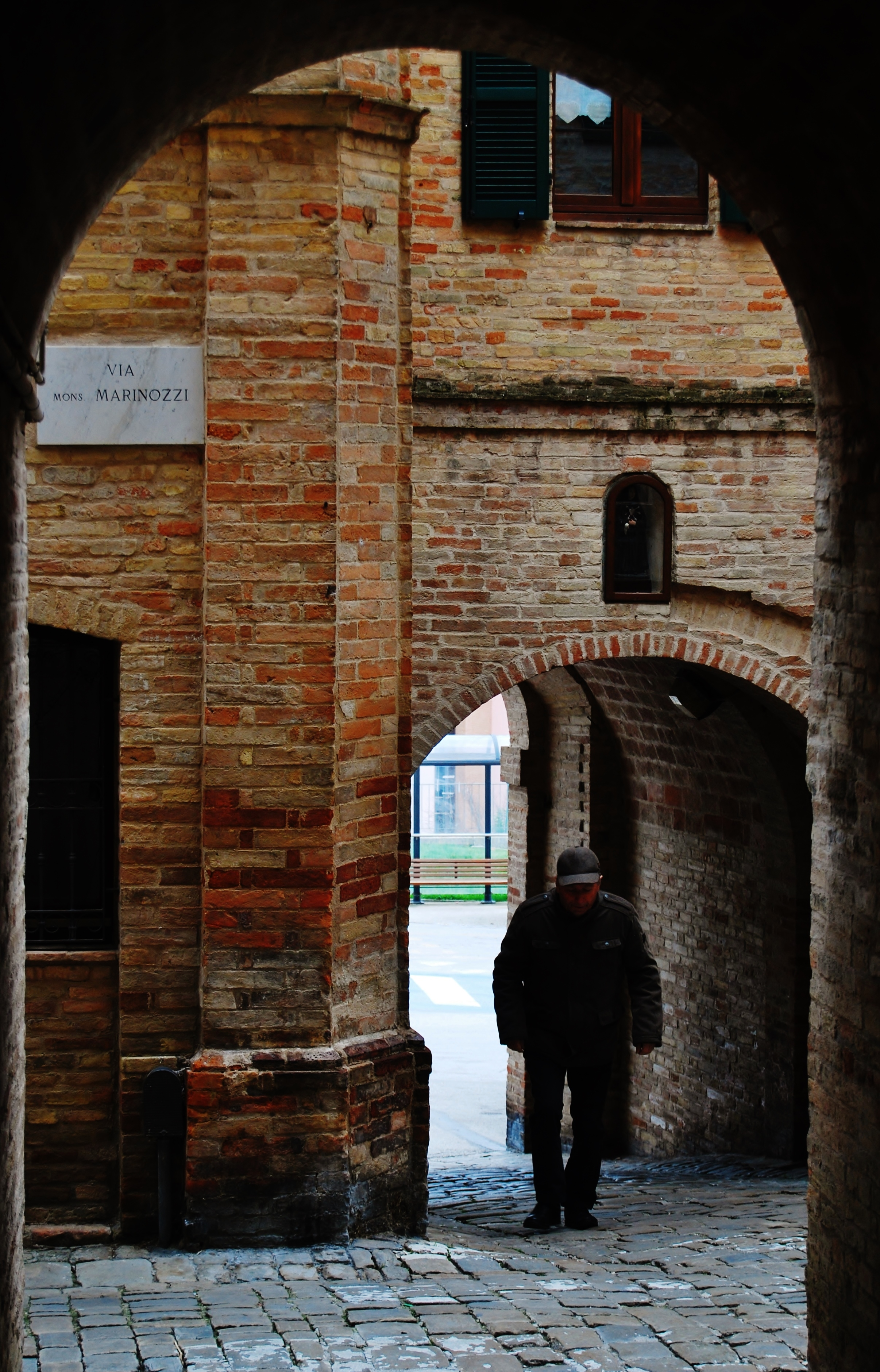
Via Monsignor Marinozzi
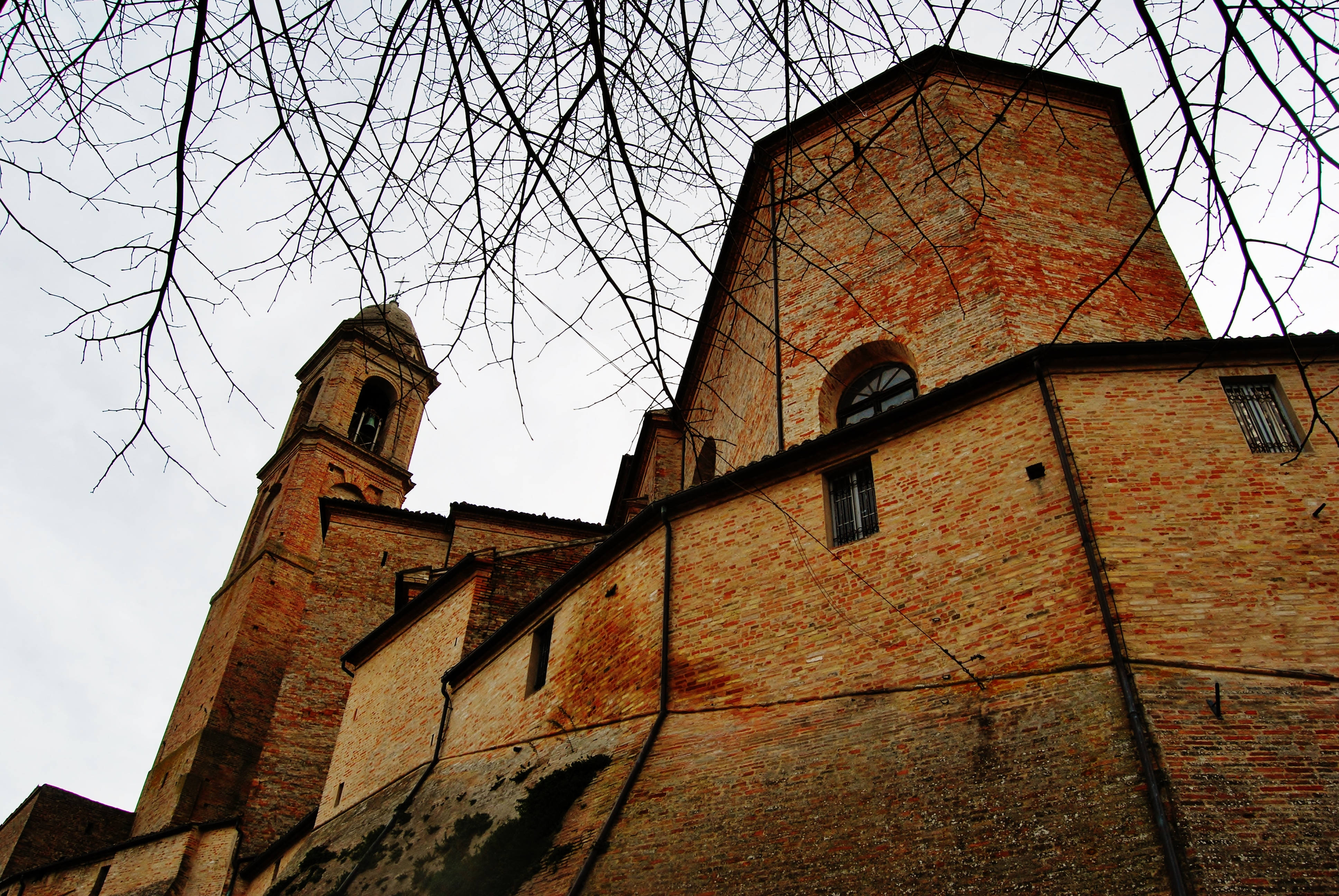
San Biagio dalle Mura